# 扈辄
扈辄（？—前233年），趙國大將，受業於儒學，早年隨廉頗、龐煖征戰，素為趙國佞臣郭開所重用，接管魏國所割讓的鄴郡三城。趙王遷二年（前234年），秦國大將桓齮攻鄴，扈輒出兵拒之，雙方大戰於東崮山，扈輒兵敗。桓齮乘勝追逐，遂拔鄴，連破九城，扈輒退保宜安，向趙國告急。不久桓齮攻克趙國的平陽（今河北臨漳縣西）、武城（今山東武城縣西），扈輒被秦軍殺死。